# Chobar
Chobar – wioska w Dolinie Katmandu, położona na wzgórzu nad rzeką Bagmati, 6 km na południe od Katmandu w pobliżu Wąwozu Chobar. Znajduje się tam świątynia Adinath Lokeshwar Mandir wybudowana w XV w., która została przebudowana w roku 1640.

Chobar
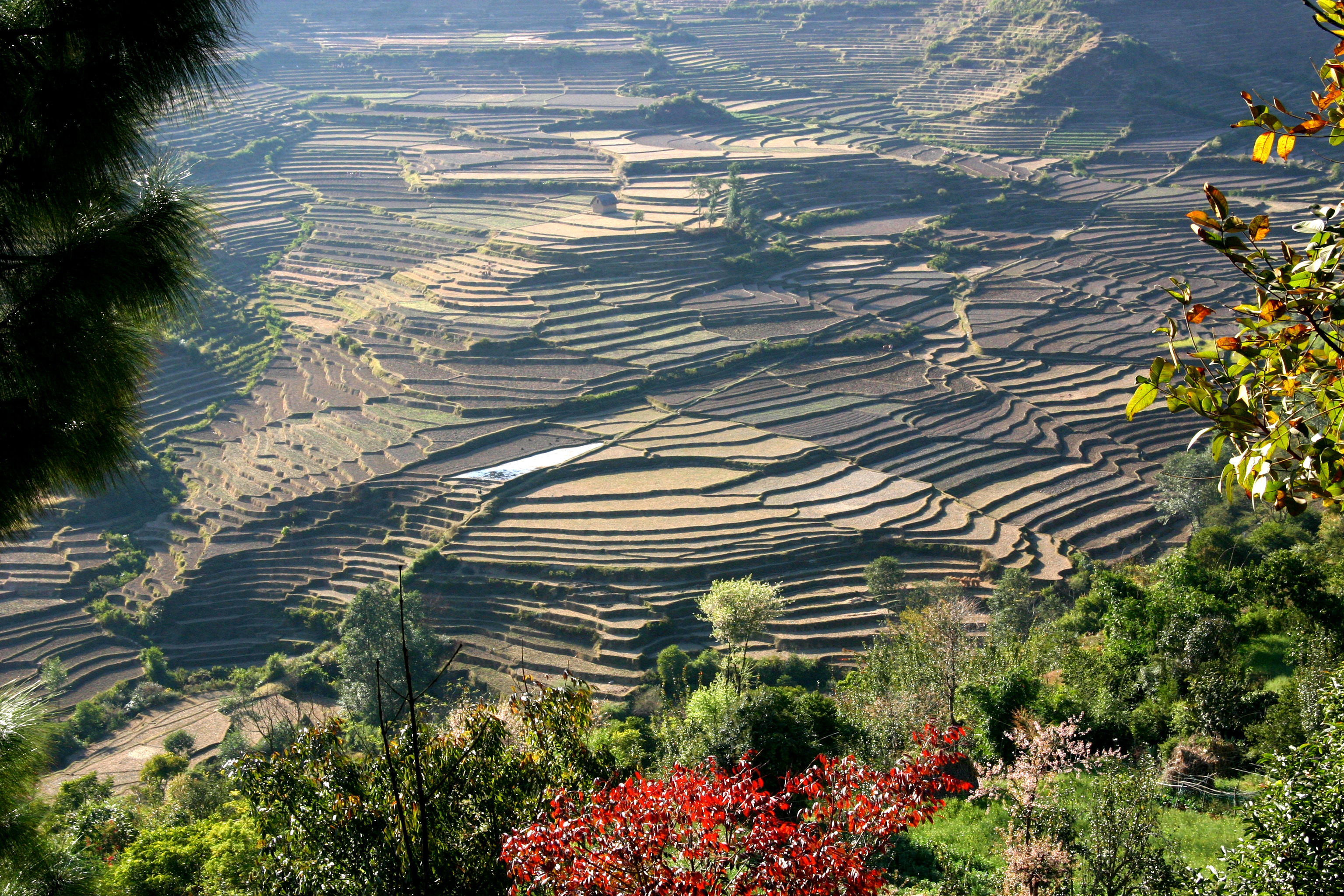
Rice terrasses
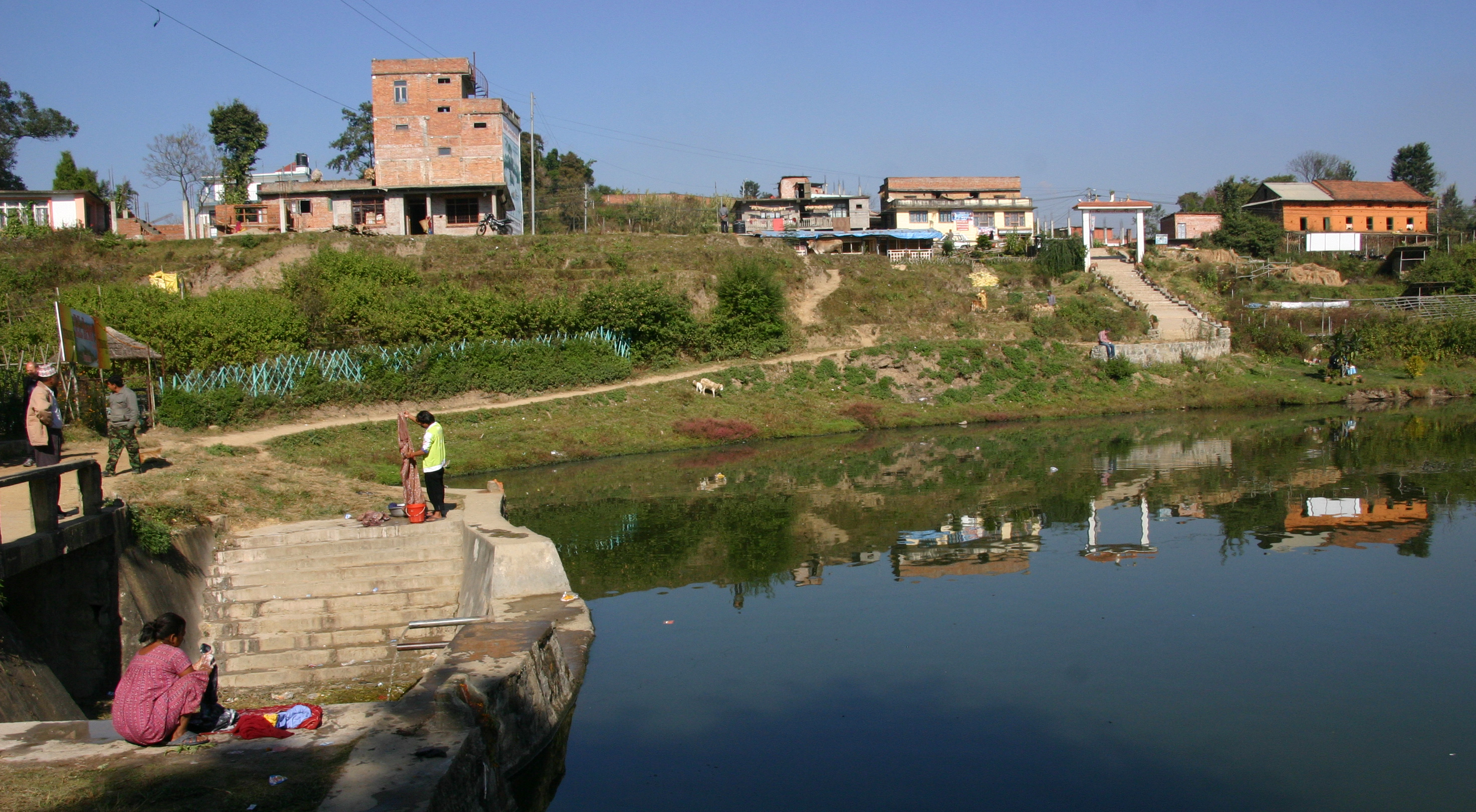
Lake Taudaha
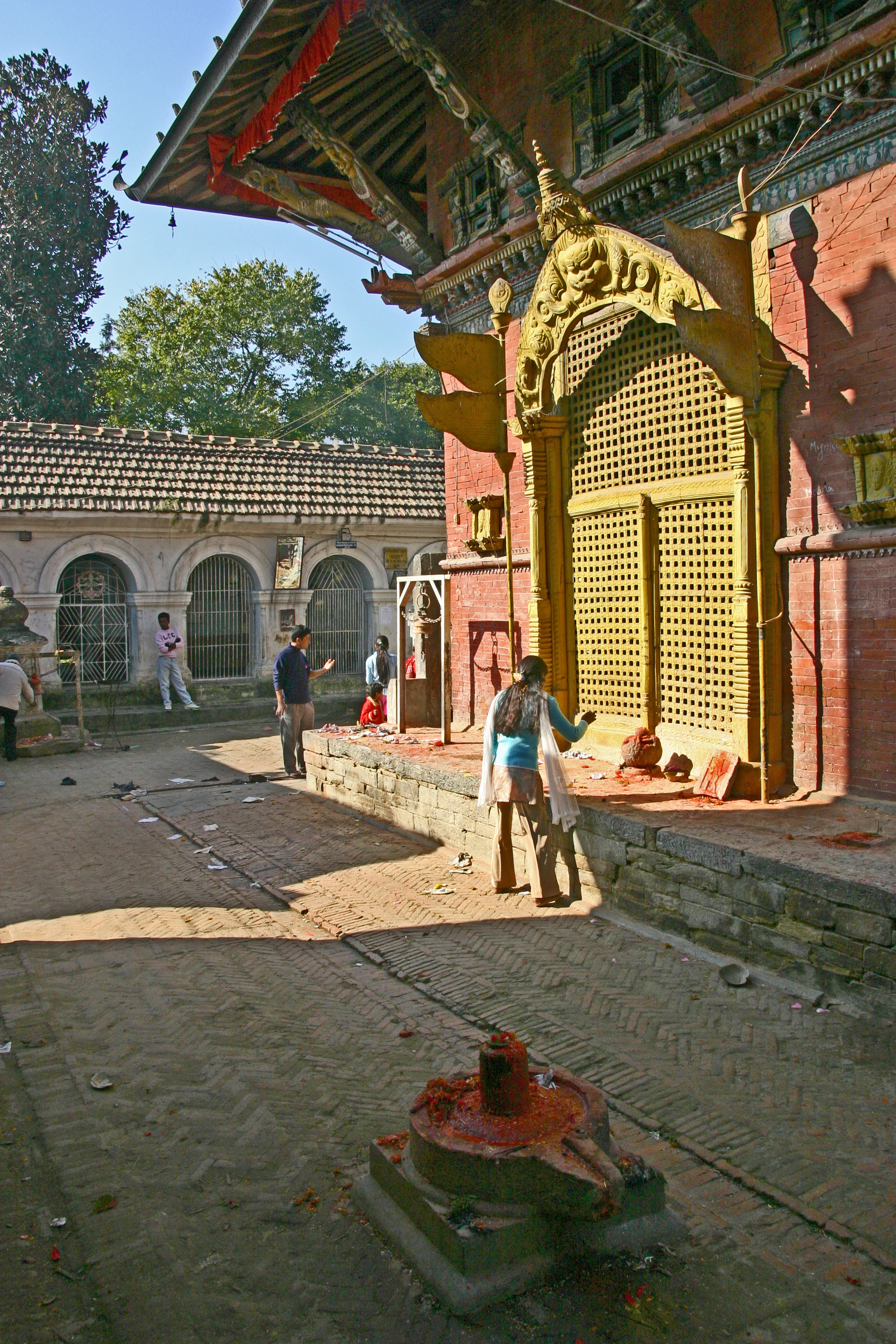
Jal Binayak
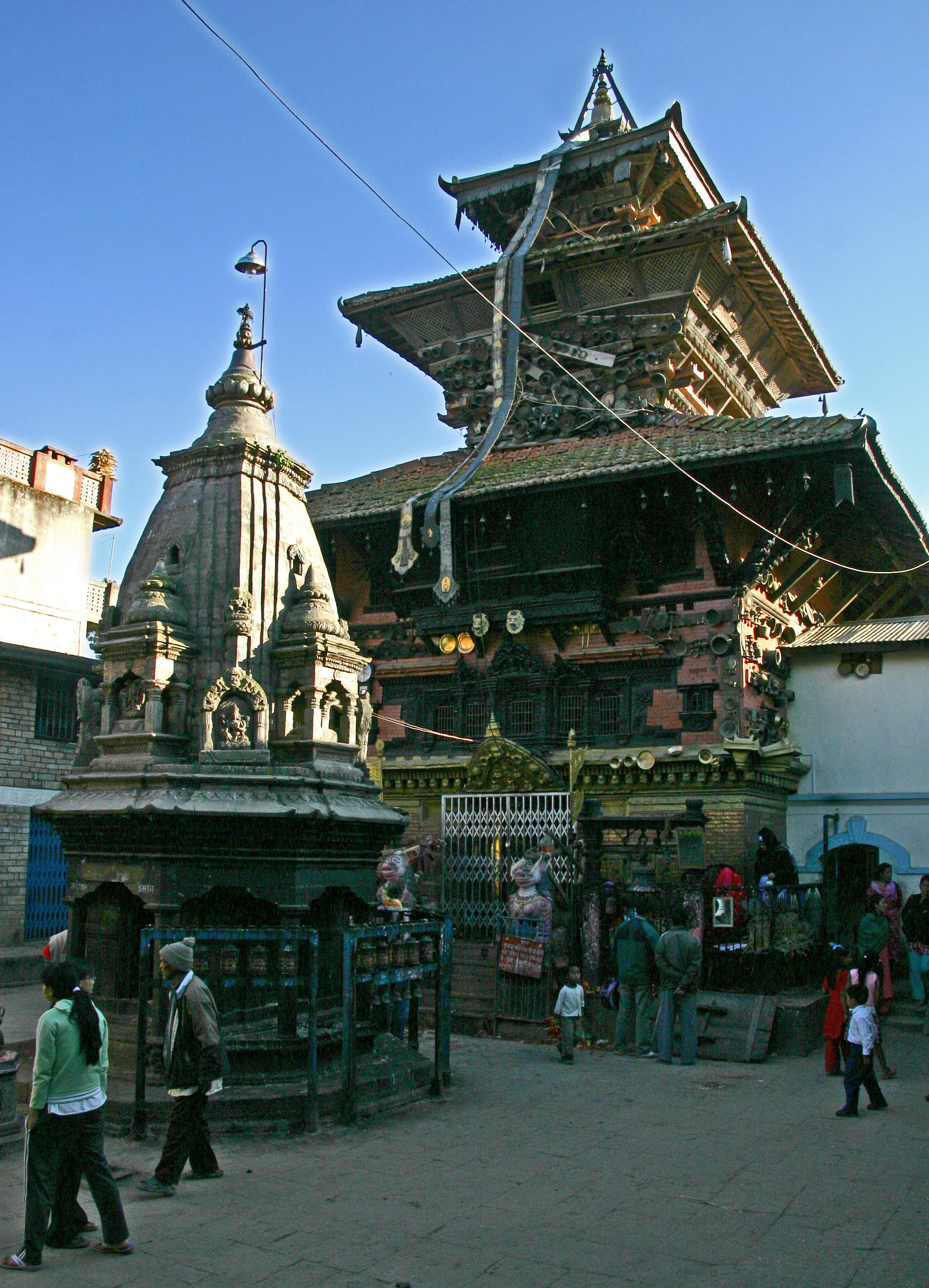
Adinath Lokeshwar